# Rhodopsine

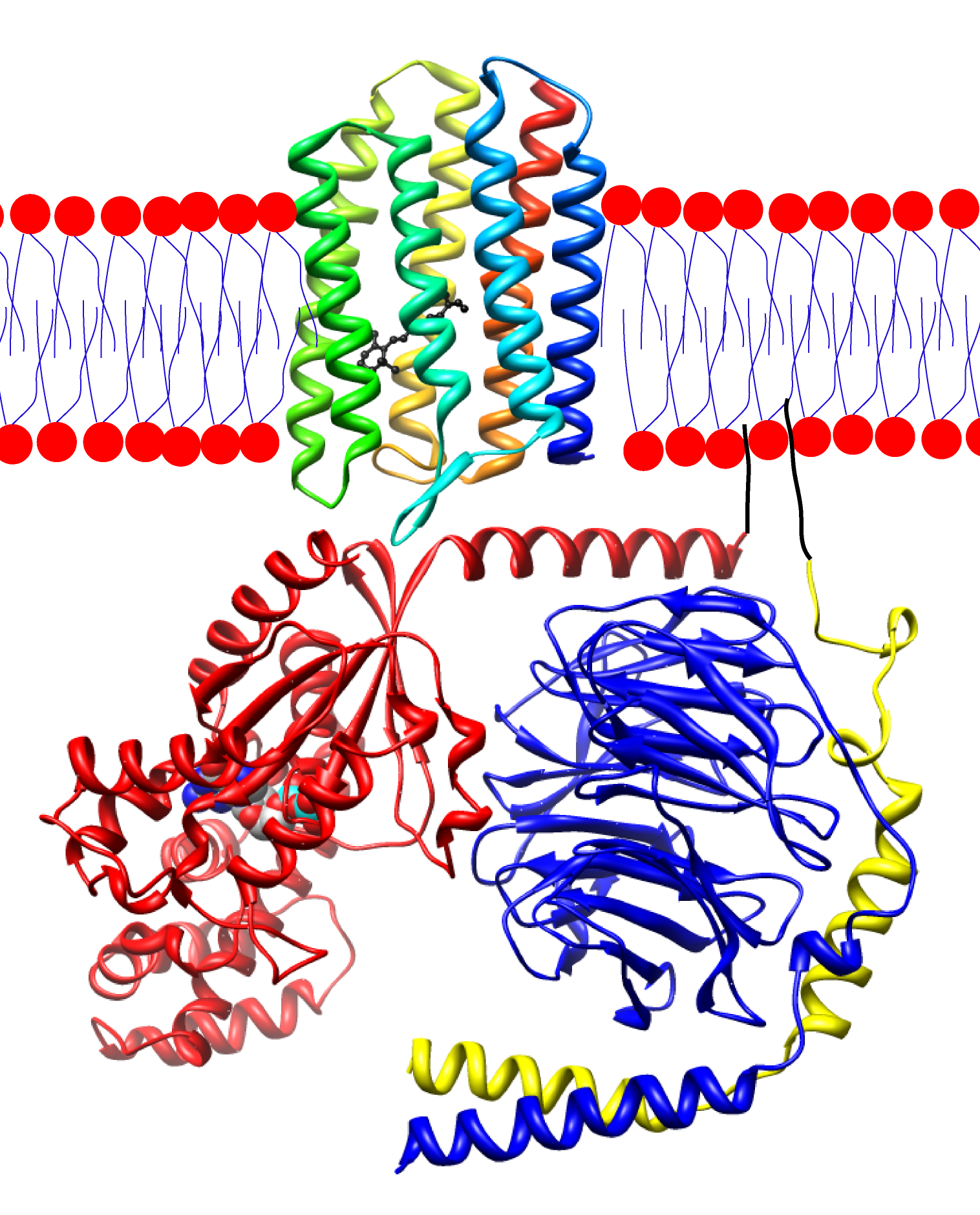
Le complexe rhodopsine-transducine. La rhopsine est la structure multicolore traversant la bicouche lipidique. On y distingue le rétinal en noir à l'intérieur.

La rhodopsine (du grec ῥόδος rhodos, rose, et ὄψομαι opsomai, futur du verbe ὁρῶ orô, voir) ou pourpre rétinien est un pigment protéique photosensible présent dans les bâtonnets, l'un des deux types des cellules photoréceptrices de la rétine (œil des vertébrés, œil composé des arthropodes, ocelles). C'est également un récepteur couplé aux protéines G. Elle est responsable de la sensibilité de l'œil à la lumière.

## Structure
Comme tous les récepteurs couplés aux protéines G, la rhodopsine possède 7 domaines transmembranaires.

## Évolution

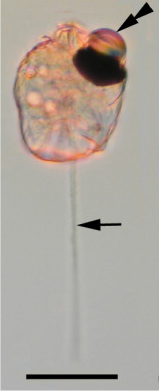
La flèche supérieure montre l'ocelloïde d’Erythropsidinium.

La rhodopsine apparaît dans l'océan chez Halobacterium, archéobactérie photosensible chez qui elle sert de pompe à protons membranaire. Ce pigment protéique se retrouve plus tard dans le stigma des euglenes et des Dinoflagellés, protistes qui sont pour la moitié phototrophes et pour l'autre moitié phagotrophes. Erythropsidinium fait figure d'exception : l'œil perfectionné de ce dinoflagellé lui permet de chasser ses proies. L'appareil photosensible est en effet un ocelloïde (en), organite au sein duquel on peut distinguer, par analogie, une cornée, un cristallin et corps rétinien, région photoréceptrice bordée de pigments du type rhodopsine, dont le gène a probablement été obtenu par transfert horizontal de gènes en hébergeant des bactéries phototrophes marines (endosymbiose). Il se peut aussi que la méduse ait acquis ce gène par transfert horizontal de celui du dinoflagellé, fabriquant ainsi le prototype de l'œil des vertébrés. Certaines méduses, telle l'hydrozoaire Cladonema, possèdent en effet des yeux à la base des tentacules et qui  possèdent des cellules photoréceptrices, des cellules pigmentaires et un cristallin.
Les poissons des abysses ont acquis de façon indépendante de nouveaux gènes leur permettant de produire de 3 à 14 rhodopsines différentes. Avoir à leur disposition plusieurs types de bâtonnets leur permet peut-être une perception des couleurs analogue à celle que procurent les cônes des autres vertébrés (moins sensibles à la lumière que les bâtonnets),.
Une lignée distincte de virus géants a apporté un photosystème de la rhodopsine aux prédateurs marins unicellulaires

## Mécanisme de la vision
Les bâtonnets portent une substance sensible à la lumière et qui détecte la lumière la plus faible : la rhodopsine ; elle ressemble à l'émulsion sensible des plaques et des pellicules photographiques. Cependant, à l'inverse de l'émulsion photographique sensible, le pourpre rétinien possède une réaction chimique réversible et peut donc renouveler continuellement sa sensibilité à la lumière. 
Quand la lumière tombe sur le pourpre rétinien elle y provoque des réactions chimiques et transfère les électrons périphériques d'une espèce d'atome sur une autre espèce. Certains atomes se trouvent alors ionisés et sont donc capables de créer et de transporter des courants électriques, comme le font les ions dans l'électrolyte d'une batterie d'accumulateurs. La rétine étant stimulée par la lumière, ses photo-récepteurs engendrent des impulsions électriques qui affectent les fibres du nerf optique auxquelles ils sont connectés. La durée de ces réactions chimiques est beaucoup plus grande que celle du saut de l'électron d'une orbite à une autre. 
La rhodopsine est formée d'une protéine transmembranaire, l'opsine, sur laquelle vient se fixer un groupement prosthétique, le rétinal ou rétinène, qui n'est autre qu'un aldéhyde de la vitamine A (rétinol), elle-même issue de la pro-vitamine A ou β-carotène, fournie par l'alimentation (aliments souvent orange : carottes, abricots, myrtilles, beurre, épinards…). Le processus de la vision consiste en la réception d'un photon d'énergie appropriée (bande visible, 650 à 400 nm environ) par une molécule de rhodopsine, dont la partie rétinène passe alors de la conformation 11-cis à la conformation tout-trans (appelée métarhodopsine II).
Cette transformation a deux effets :
- le rétinène trans se détache spontanément de la molécule d'opsine, il diffuse dans le milieu intra- puis extracellulaire où il est repris et, sous action enzymatique (isomérase), reconverti en rétinène 11-cis, au bout de 40 à 60 minutes chez l'Homme lors du cycle de la vision ;

- la métarhodopsine II produite par transformation de la rhodopsine sous l'effet de la lumière active une protéine Gt, la transducine, laquelle à son tour active une phosphodiestérase qui transforme le GMPc en GMP. Par suite, les canaux Na+ dépendant du GMPc se ferment, provoquant une hyper-polarisation membranaire qui engendre in fine une diminution de la fréquence de décharge du neurone (voir rétine).

Ce processus est valable pour les bâtonnets, responsables de la vision scotopique (et panchromatique). Les cônes, responsables de la vision diurne multispectrale, sont répartis en trois catégories : chacune d'entre elles se caractérise par une opsine particulière sensible soit au rouge, soit au vert, soit au bleu.
Pour avoir une idée de ce que serait la vision provenant uniquement des bâtonnets et donc de la rhodopsine, il suffit de s'intéresser au cas des achromates. Les sujets atteints d'achromatopsie congénitale ont des cônes totalement déficients ; leur vision provient donc essentiellement des bâtonnets. Ces sujets ont donc une vision sans couleurs, en nuances de gris, ainsi qu'une acuité visuelle réduite (< 2/10) et une forte photophobie. Cette maladie rare a d'ailleurs longtemps été appelée « rod monochromacy ».
La substance a été découverte par Franz Christian Boll en 1876 et isolée par Wilhelm Kühne.

## Sensibilité
L'œil humain atteint une sensibilité de 10−14 W, ce qui correspond à l'incidence de quelques photons, ou encore l'intensité lumineuse d'une bougie à 16 km ; ce maximum est atteint pour 507 nm, longueur d'onde bleu-vert en vision nocturne. En vision diurne, le maximum de sensibilité se déplace vers 555 nm, dans le vert-jaune, correspondant à l'intensité lumineuse maximale du spectre solaire.
La rhodopsine est également sensible aux ultraviolets, mais ces derniers sont absorbés par l'humeur vitrée, et ne produisent donc pas de sensation rétinienne.